# HD 76700 b
HD 76700 b és un exoplaneta que el 2002 es va descobrir que orbita l'estrella HD 76700. El planeta és un gegant gasós d'una massa un cinquè la de Júpiter. Orbita molt a prop de la seva estrella mare i completa una òrbita en menys de quatre dies.